# Dan Hawkins
Daniel Francis Hawkins (né le 12 décembre 1976 à Chertsey, Angleterre) est un guitariste de rock Anglais, reconnu pour son jeu très classic rock des années 1970 et glam metal des années 1980. Il est le guitariste du groupe Glam/Rock The Darkness, créé avec son frère aîné Justin Hawkins